# 日向武史
日向武史（日语：／ Hinata Takeshi，1972年—），日本漫畫家。男性。出身於茨城縣。A型血。他以高中籃球為主題的長篇漫畫《籃球少年王》而廣為人知，並在漫畫界享有盛譽。

## 來歷
當漫畫家之前為了拍電影，而搬到了東京但受挫。直到約25歲時立志成為漫畫家，並應聘成為藤澤亨的助手，但因以工作量無法負荷而放棄。之後，他擔任朝基勝士（連載《感應少年EIJI》期間）的助手，將近1年之後便辭去助手的工作，一邊兼差一邊畫漫畫。1998年以《Three Out Change》獲得第61屆週刊少年Magazine新人漫畫獎出道。
2001年，《搖滾拍檔》在《週刊少年Magazine》第14號至第26號連載。根據初步調查結果，該作品被腰斬。《籃球少年王》從2004年第2、3合併號開始連載。

## 人物
中學時期參加劍道社、高中時期參加划艇社主將。曾是划艇社的隊長，是個人才，高三時就參加過全國大賽。現任妻子是在划艇社的同學。
和他同期的漫畫家有上條明峰、寺裕二。寺島是他非常了解的作家之一，部分原因是他有同一個責任編輯。

## 作品列表

### 連載
- 搖滾拍檔（2001年，《週刊少年Magazine》，講談社，全2冊）
- 籃球少年王（2004年—，《週刊少年Magazine》，講談社，已出版51冊（2019年6月17日現在））

### 短篇
- Three Out Change（1998年，《週刊少年Magazine》，講談社，單行本未收錄）
- （2010年，於《ARIA（日语：ARIA (雑誌)）》2010年11月號，講談社）

## 關係者

### 師父
- 朝基勝士[4]

### 助手夥伴
- 宗田豪（日语：宗田豪）[4]
- 亞櫻丸（日语：亜桜まる）

### 助手
- 村上義之（日语：村上よしゆき (漫画家)）
- 迫稔雄（日语：迫稔雄）
- 流石景
- 三浦

## 外部連結
- 日向武史的X（前Twitter） （日語）